# Cometaster pyrula
Cometaster pyrula is een vlinder uit de familie spinneruilen (Erebidae). De wetenschappelijke naam is voor het eerst geldig gepubliceerd in 1857 door Hopffer.
De soort komt voor in tropisch Afrika.